# Székely Sándor (író)
Székely Sándor, Nuszbek Sándor János József (Sarkad, 1877. július 13. – Balatonmáriafürdő, 1953. július 27.) költő, ügyészségi alelnök, Márky-Zay Lajos országgyűlési gyorsíró testvére.

## Életútja
Nuszbek Sándor és Márki Mária (1859–1945) fiaként született. 1887 és 1896 között a nagyváradi premontrei és a szarvasi evangélikus főgimnáziumban tanulója volt, 1896-ban Szarvason tett le az érettségi vizsgát. 1896 és 1898 között a Nagyváradi Jogakadémia hallgatója volt, majd a kolozsvári egyetemen szerzett jogi doktorátust 1901-ben. 1898-tól a gyulai törvényszéken működött mint joggyakornok, 1907 áprilisától 1910 júliusáig törvényszéki jegyző, 1910 júliusától 1913 februárjáig alügyész Beregszászon, majd ugyanitt 1913 februárjától 1918 nyaráig királyi ügyész. 1918–19-ben Kassán, majd 1919-től Budapesten királyi ügyész. 1922 augusztusától a budapesti Királyi Ügyészség címzetes alelnöke, 1931 márciusától a budapesti Királyi Ügyészség alelnöke 1943-ban történt nyugdíjazásáig. 1944-ben ünnepelte 50 éves írói jubileumát. Dalokat és egy énekes színművet is írt (Zách Klára). A verses elbeszélés kevésszámú művelőinek egyike a 20. századi magyar irodalomban. Hófehérke és Sámson c. elbeszélő költeményeivel akadémiai, illetve Kisfaludy-társasági pályadíjakat nyert.
1900. november 22-én Sarkadon vette feleségül Balog Emmuskát, aki 1901. szeptember 1-jén tüdővészben elhunyt Gyulán. 1903. október 10-én Gyulán feleségül vette Uzon Mariskát, a Scherer-féle leánynevelő intézet tanítónőjét. 1945. május 16-án Gyulán házasságot kötött Balkay Alojzia Klotild Eugéniával.
Halálát agyvérzés okozta. 1991 óta a gyulai Szentháromság temetőben nyugszik.

## Fontosabb művei
- Hófehérke (költői elbeszélés, 1898);
- Délibáb (lírai költemény, 1901);
- Sámson (költői elbeszélés, 1910).